# Arystan Temirtau
Arystan Hockey Club (Kazachs: Арыстан хоккей клубы), ook bekend als Arystan Temirtau, is een professionele ijshockeyclub uit Temirtaū. De club werd opgericht in 2010 en speelt in de Kazakhstan Hockey Championship. 